# Kněževes
Kněževes (deutsch Knezowes, auch Knieschewes) ist eine Gemeinde in Tschechien. Sie liegt drei Kilometer nördlich von Olešnice und gehört zum Okres Blansko.

## Geographie

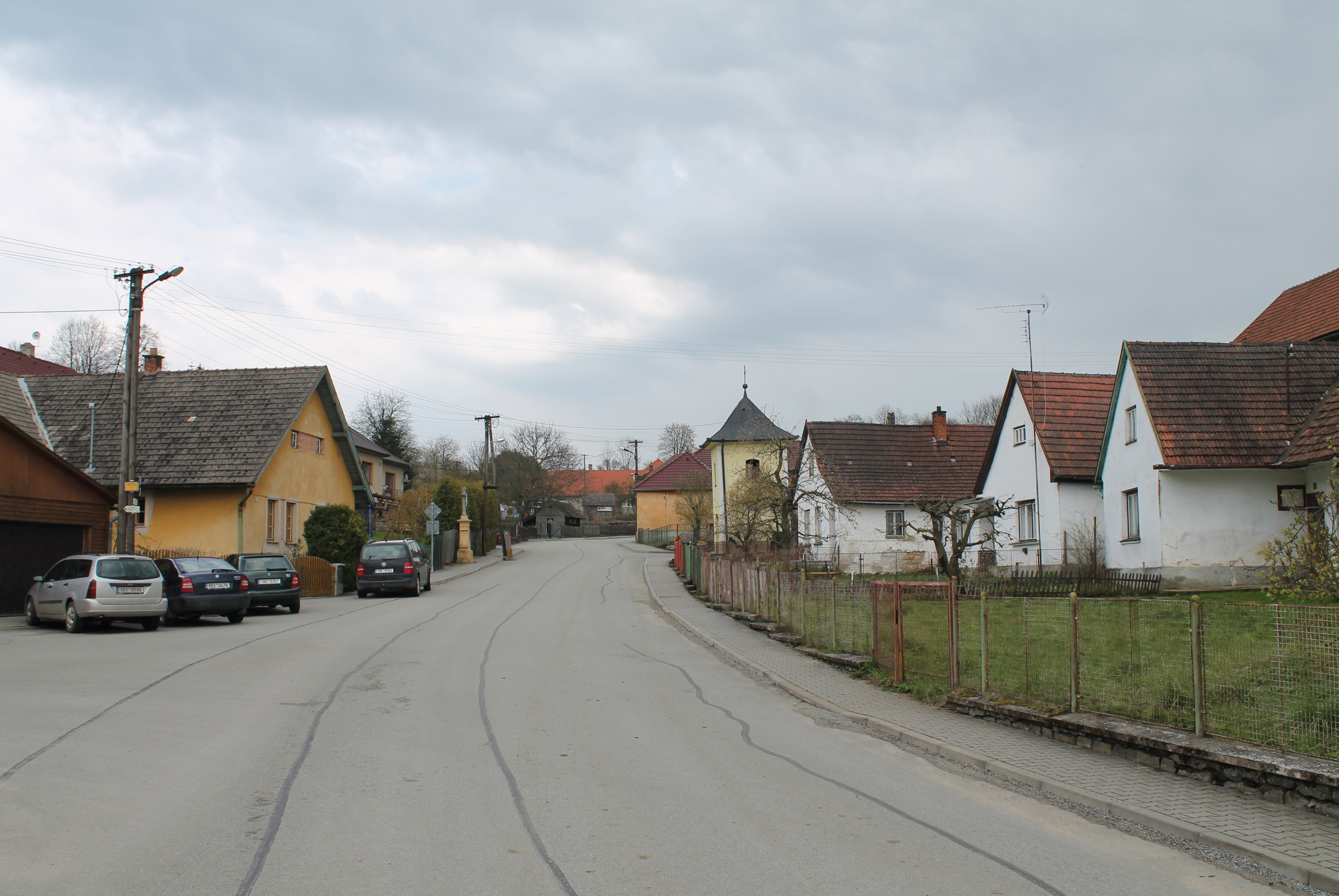
Kněževes, Hauptstraße

Kněževes befindet sich im Bergland der oberen Swratka, einem Teil der Böhmisch-Mährischen Höhe, auf einer Hochebene, die gegen Norden steil zum Tal der Křetínka abfällt. Östlich erhebt sich der Na Oboře (634 m) und im Westen die Fouska (669 m). Kněževes liegt an der südlichen Grenze des Naturparks Údolí Křetínky. Das Dorf lag direkt an der historischen Landesgrenze Mährens mit Böhmen; Kněževes bildete einen mährischen Zipfel, der bis auf den Süden vom böhmischen Gebiet umgeben war. Jobova Lhota lag bereits auf böhmischer Seite.
Nachbarorte sind Hlásnice, Předměstí und Dolní Lhota im Norden, Hutě und Jobova Lhota im Nordosten, Horní Poříčí im Osten, Veselka und Ústup im Südosten, Olešnice und Lamberk im Süden, Velké Tresné im Südwesten, Rovečné und Dudkovice im Westen sowie Trpín im Nordwesten.

## Geschichte
Die erste Erwähnung des Dorfes geht auf die Zeit um 1281 zurück, als Kunigunde von Halitsch den Ort Mokra Lhota zusammen mit einem Teil des Waldes zum Dank für die Unterstützung bei der Geburt und die Taufe ihres Sohnes durch den Pfarrer der Pfarrkirche in Deutsch Oels schenkte. Über dem Kavinský potok befand sich, auf böhmischen Gebiet, eine zur Burg Fürstenstein gehörige hölzerne Feste, in der die Königin ihren unehelichen Sohn Ješek geboren haben soll. Wegen der Zugehörigkeit zur Pfarre erhielt das Dorf den neuen Namen  Ves Knběževíska. Später wurde es u. a. als Kniesowess und Kněžoves bezeichnet. 1416 wurde Kněževes in einer Urkunde Jan von Lomnitz als Teil der Herrschaft Louka aufgeführt und 1490 als dem Pfarrer Deutsch Oels fronpflichtig genannt. Zum Ende des 16. Jahrhunderts wurde Kněževes an die Herrschaft Kunstadt angeschlossen. In der Mitte des 17. Jahrhunderts beanspruchte die Kunstädter Herrschaft die Frondienste der Bewohner von Kněževes für sich. In einem 29-jährigen Streit konnte der Pfarrer Bernhard Voscinius schließlich seine alten Rechte durchsetzen. Im Jahre 1790 lebten in dem Dorf 105 Menschen. 1834 hatte Kněževes 134 Einwohner.
Nach der Aufhebung der Patrimonialherrschaften bildete Kněžoves ab 1850 eine Gemeinde in der Bezirkshauptmannschaft Boskovice. 1890 hatte das Dorf 133 Einwohner, im Jahre 1900 waren es 161. 1910 wurde die Schule eingeweiht, zuvor erfolgte der Unterricht in Olešnice. Seit 1923 trägt die Gemeinde den Namen Kněževes. Im Jahre 1960 lebten in der Gemeinde 168 Menschen. Mit Beginn des Jahres 1961 wurden Jobova Lhota und Veselka eingemeindet und die Gemeinde zugleich dem Okres Blansko zugeordnet. Im Jahre 1980 bestand Kněževes aus 32 dauerhaft zu Wohnzwecken genutzten Häusern und hatte 147 Einwohner. Zwischen 1986 und 1990 war Kněževes ein Ortsteil von Olešnice. Seit 1991 besteht die Gemeinde Kněževes wieder. Der Ortsteil Veselka wurde zum dörflichen Denkmalschutzgebiet erklärt.

## Gemeindegliederung
Die Gemeinde Kněževes besteht aus den Ortsteilen Jobova Lhota (Jobowa Lhota), Kněževes (Knezowes) und Veselka (Wessella).
Das Gemeindegebiet gliedert sich in die Katastralbezirke Kněževes und Veselka u Olešnice.

## Sehenswürdigkeiten
- Kapelle der hl. Maria Magdalena, erbaut 1866 als Dank für die Verschonung der während Deutschen Krieges ausgebrochenen Seuchen
- Ehemaliges Ortsgericht
- Kapelle in Veselka
- Kapelle Mariä Himmelfahrt in Jobova Lhota, geweiht 1891
- Naturdenkmal V Jezdinách, nordwestlich von Jobova Lhota, geschützt seit 1996
- Naturschutzgebiet Kavinský potok, Tal des gleichnamigen Baches, nordwestlich von Kněževes, geschützt seit 1997
- Burgstall Hradisko, nördlich von Kněževes